# 台湾神宮
台湾神宮（たいわんじんぐう、中国語: 臺灣神宮）は、かつて台湾台北市に存在した神社である。旧称：台湾神社（中国語: 臺灣神社）、廃座時の社格は官幣大社。1944年（昭和19年）6月17日、天照大神の増祀と台湾神宮への改称が、内務省から告示された。

## 祭神

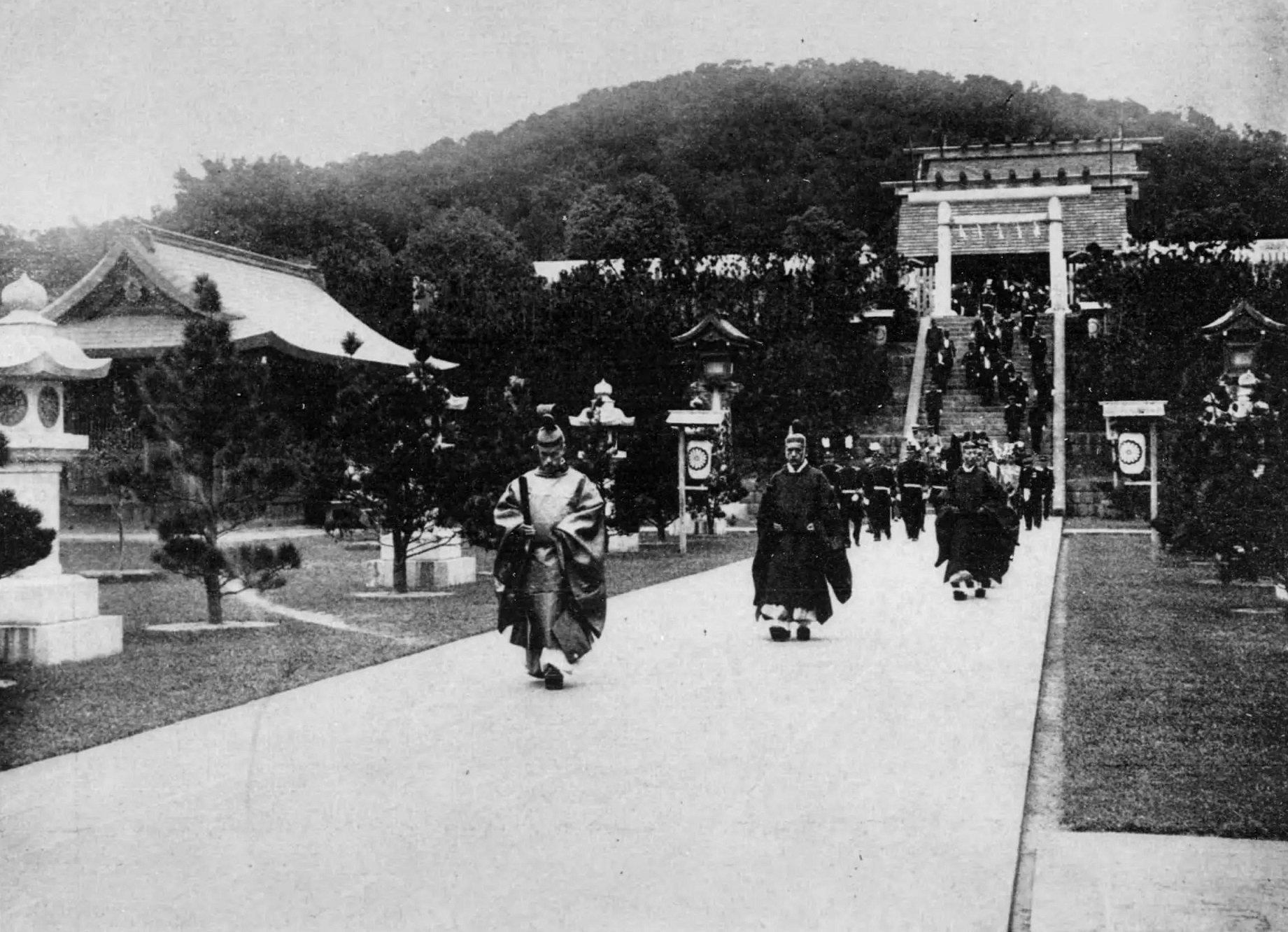
台湾神社例祭（1913年10月28日）

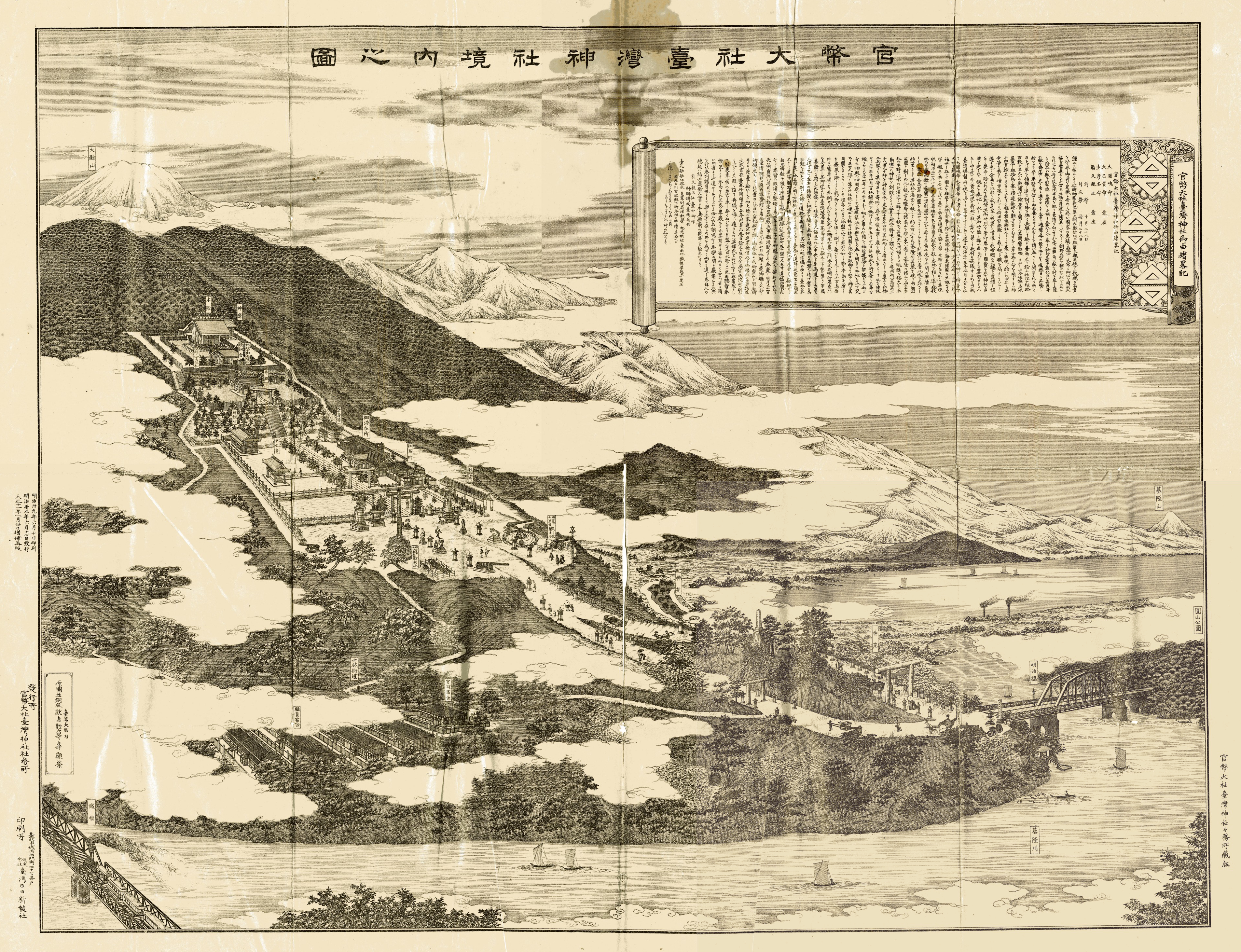
台湾神社の地図（1920年代）

1944年（昭和19年）以降の祭神は以下の3座5柱であった。
天照大神（1944年（昭和19年）に増祀）
開拓三神
大国魂命
大己貴命
少彦名命
北白川宮能久親王

## 歴史
日清戦争の結果、下関条約によって、台湾が清朝から大日本帝国に割譲された。1895年（明治28年、光緒21年）4月17日から、1945年（昭和20年、民国34年）10月25日まで50年余りにわたり、台湾は日本の統治下にあった。
割譲された台湾に台湾征討近衛師団長として北白川宮能久親王が出征も、1895年（明治28年）10月28日、台南で戦病死した。皇族軍人初の外地での殉職者だった。翌1896年（明治29年）1月13日、貴族院において根岸武香を発議者とし「国費を以て台湾に神社を建設するの建議案」が出され、徳川家達公爵ら43名の賛同を得た。さらに同年3月25日、衆議院においても「別格官幣社を台湾に建設する建議」が北原信綱ら2名により提出された。
日本国内での動きを受け、乃木希典前総督は、1897年（明治30年）9月1日、「故北白川宮殿下神殿建設取調委員会」を設け、次の者に委員等を嘱託した。
- 角田秀松 - 海軍中将
- 中山長明 - 海軍大佐
- 菊池主殿 - 陸軍少佐（歩兵）
- 木村匡 - 台湾総督秘書官
- 高津慎 - 台湾総督府民政局事務官
- 横沢次郎[注釈 1] - 台湾総督府民政局事務官

委員は、台北、基隆、台南の地を検討し、当初は台北の圓山（まるやま/Yuánshān）を予定したが、第4代台湾総督児玉源太郎男爵や後藤新平民政長官の相談の結果、基隆河の対岸の剣潭山の地とされた。
1899年（明治32年）2月、神社の土木工事に着工。社殿等の建築工事は翌1900年（明治33年）5月28日に着工し、1901年（明治34年）10月20日に竣工した。
工事と並行し、1900年（明治33年）7月14日、第4代台湾総督児玉源太郎男爵も、開拓三神1座と能久親王1座を祀り「臺灣神社」として官幣大社に列するよう稟申した。そして、同年9月18日、内務省は台湾神社創健を認め、告示した。
当地の地質は砂岩であり、工事は神社建設（主任：総督府の片岡浅次郎技師）と架橋（主任：総督府の十川嘉太郎技師）に分担された。社殿の建築は、地面を深く掘り下げて行われ、木曽産を中心に、尾張、紀伊、大和、土佐の檜材が用いられた。一方の鉄橋は、長さ300フィート（約91m）、幅39フィート（約12m）で、中央を馬車道、左右を人道とし、欄干には桐葉があしらわれ「明治橋」と命名された。
10月20日、勅使として宮地厳夫掌典が御霊代とともに東京を出発、能久親王の未亡人北白川宮大妃富子及びその側近らと共に、装甲巡洋艦浅間に乗艦し、24日午前10時に基隆港に到着した。悪天候の中、一行を、児玉総督、村上義雄台北県知事、長谷川謹介台湾総督府鉄道部技師長、松岡辨台湾総督府民生部県治課長ら文武の高官が出迎えた。御霊代及び富子妃の移乗に際し、港内の防護巡洋艦須磨や客船等、大小さまざまな船舶が満艦飾で奉迎するとともに、軍楽隊は吹奏し、艦艇は礼砲を放った。また地元有志が3初の煙火（花火）を打ち上げた。一行は基隆駅臨時汽車に乗り、午後5時30分に台北駅に到着した。台北駅のプラットホームでは、後藤民政長官ら文武の高官が奉迎した。数万人が沿道で歓迎する中、御霊代と富子妃は駅舎での休憩を経て、台湾総督府官邸へ到着した。
10月27日、官幣大社「台湾神社」の鎮座式が執り行われた。午前7時、富子妃は白の礼装（洋装）に勲一等宝冠章を佩用し、儀仗兵や騎兵中隊と共に、新街道から神社に到着した。神社では軍楽隊が吹奏して富子妃を出迎え、また、徳川家達公爵、伊達宗徳侯爵、清棲家教伯爵、徳川達孝伯爵、久松定謨伯爵、前総督乃木希典男爵、徳川頼倫（のち公爵）、本多康虎子爵、恩地轍などの縁故者、名士が参列した。この他、在台の文武高官、外国領事、貴族院議員、各界の名士、各団体の代表らが正装（燕尾服又は支那正装）で参列した。こうして、600名余りが参列する中、勅使による鎮座式が執り行われた。
翌28日、児玉総督を奉幣使として大祭が執行された。儀礼に従って、児玉は祝詞を唱え、玉串を奉納した。その後、富子妃が玉串を捧げて拝礼、北白川宮成久王が代拝し、以下参列員が参拝して儀式は終了した。その後、一般市民も参拝し、前日と二日間で6万5000人が参拝した。
富子妃は次の和歌を、神社創建に際し献じた。
| 「                                       | このしまの あらむかぎりは かがやかむ 名もたかさごの 神のみいつは | 」 |
| —北白川宮大妃富子（『臺灣神社誌』 より） |                                                                  |    |

この他、勅使宮地厳夫掌典、明治天皇側室の園祥子・柳原愛子・千種任子らの和歌が確認できる。
1914年（大正3年）2月18日、板垣退助が参拝。
1917年（大正6年）10月28日及び11月2日、能久親王の嗣子である北白川宮成久王と同妃房子内親王夫妻が参拝。
房子内親王は義父を偲んで次の和歌を詠んだ。
| 「                                           | なみならぬ かをりとどめて たかさごの 島根の花と 散りし君はも 新高の山より高く仰がるる おほきいさおは 千代もくちせし | 」 |
| —北白川宮妃房子内親王（『臺灣神社誌』 より） | |    |

1923年（大正12年）4月17日、皇太子裕仁親王（後の昭和天皇）が台湾行啓の際、台湾神社へ参拝。
1926年（大正15年）10月28日及び11月1日 、北白川宮大妃富子が再度参拝する。
1944年（昭和19年）6月17日、天照大神の増祀と台湾神宮への改称が、内務省から告示された。同年10月23日、台湾神宮のある円山の山頂に旅客機が墜落し、新しく造営され台湾神社祭のときに遷座される予定だった新社殿や、鳥居、石燈などを焼失した。
1945年（昭和20年）の日本の第二次世界大戦敗戦の後すぐに、台湾にある全ての神社は廃止された。台湾神宮の跡は台湾大飯店（台湾ホテル）となり、1952年に改築され圓山大飯店となった。

## 文物
境内は10万余坪、諸家から献納された燈籠27基、花崗岩の大鳥居などがあった。

## 影響

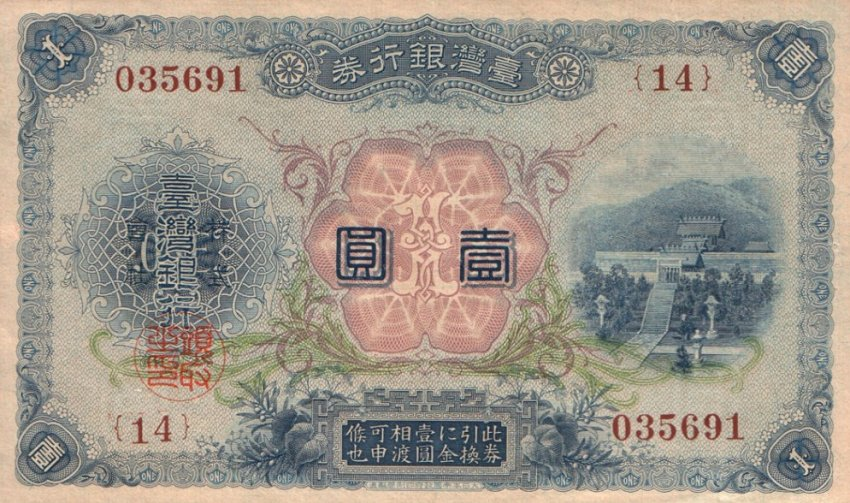
1915年発行の台湾銀行券（1円紙幣）

台湾神宮は台湾の総鎮守として、台湾で最も重要な神社とされた。台湾総督府は10月28日を「台湾神社祭」と定め、この日を全島の休日とした。祭典は祈年、新嘗、例祭のほか毎年6月17日、始政記念祭が執行される。当日、台湾総督府から総督が参向して幣帛を奉り、全島の平穏が祈請された。
なお、台湾における日本円の発券銀行であった台湾銀行の紙幣には台湾神宮が殆どの紙幣で登場していた。
神社入り口に置かれていた青銅製の牛の像は、現在国立台湾博物館の敷地内に設置されている。

## 市民生活と神社

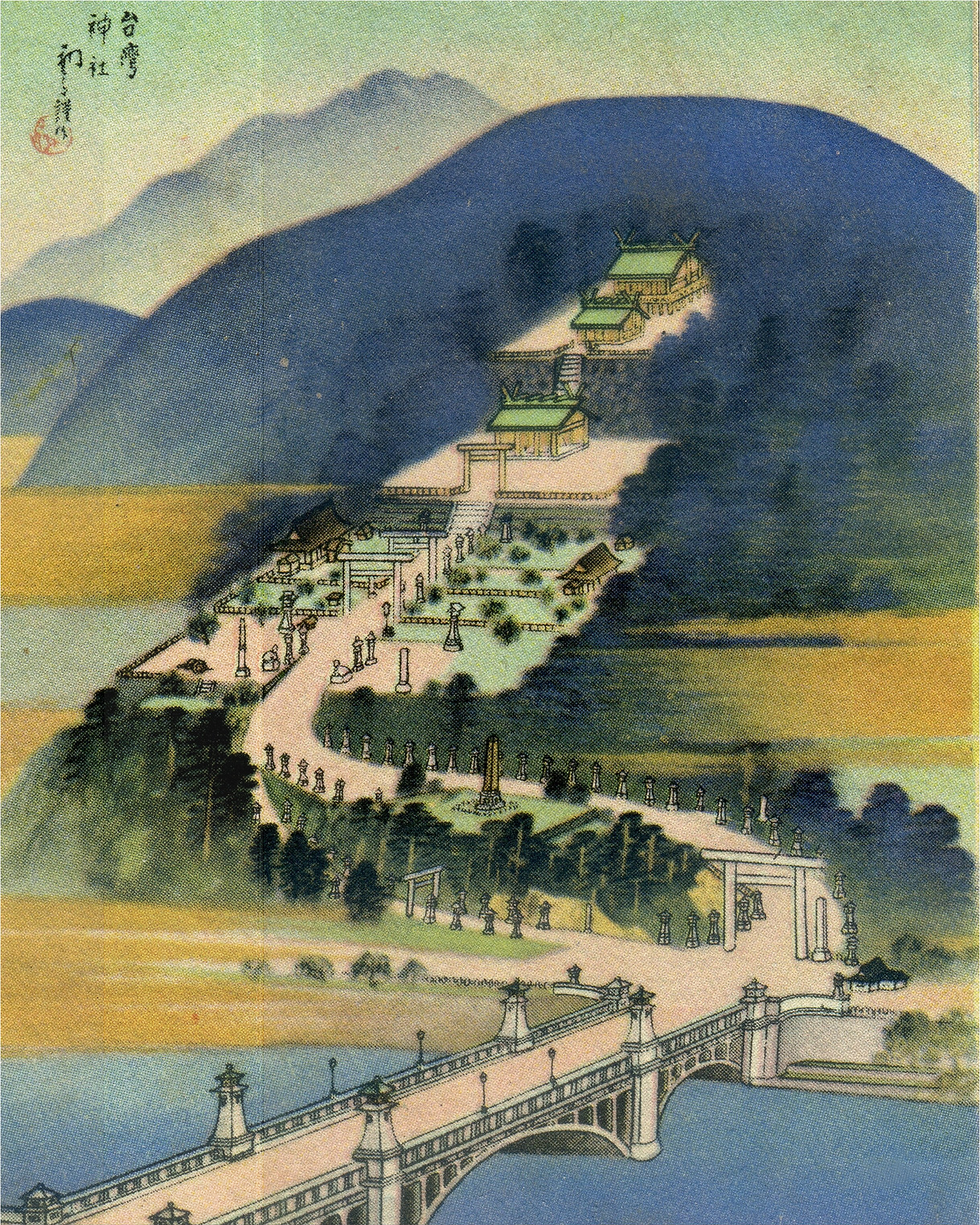
1930年代画、臺灣神社（手前は2代目明治橋）

### 参拝者数
| 年度                   | 内地人 | 本島人 | 蕃人 | 外国人 | 合計   |
| ---------------------- | ------ | ------ | ---- | ------ | ------ |
| 1901年度（明治34年度） | 27381  | 4026   | -    | 54     | 31461  |
| 1905年度（明治38年度） | 50212  | 18022  | 19   | 28     | 68281  |
| 1910年度（明治43年度） | 52917  | 18743  | 247  | 37     | 71944  |
| 1920年度（大正9年度）  | 85770  | 42357  | 258  | 132    | 128517 |
| 1930年度（昭和5年度）  | 180011 | 66701  | 752  | 646    | 248110 |

### 結婚式数
内地では、皇太子嘉仁親王（のちの大正天皇）と九条節子（のちの貞明皇后）の結婚に際し、新たな神道形式の結婚式が広まった。台湾神社では1907年（明治40年）以降、結婚式の統計記録が残っている。
| 年度                   | 内地人 | 本島人 | 合計 |
| ---------------------- | ------ | ------ | ---- |
| 1907年度（明治40年度） | 3      | -      | 3    |
| 1910年度（明治43年度） | 20     | -      | 20   |
| 1920年度（大正9年度）  | 69     | 3      | 72   |
| 1930年度（昭和5年度）  | 243    | 4      | 247  |

## 皇族・王公族の参拝

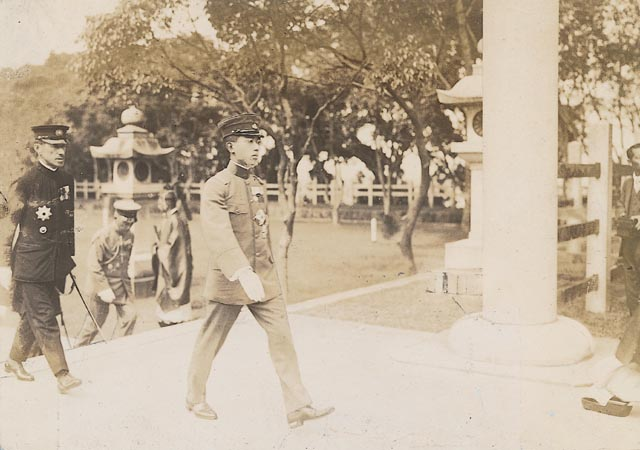
台湾行啓の折、台湾神社を参拝する皇太子裕仁親王（1923年4月17日）

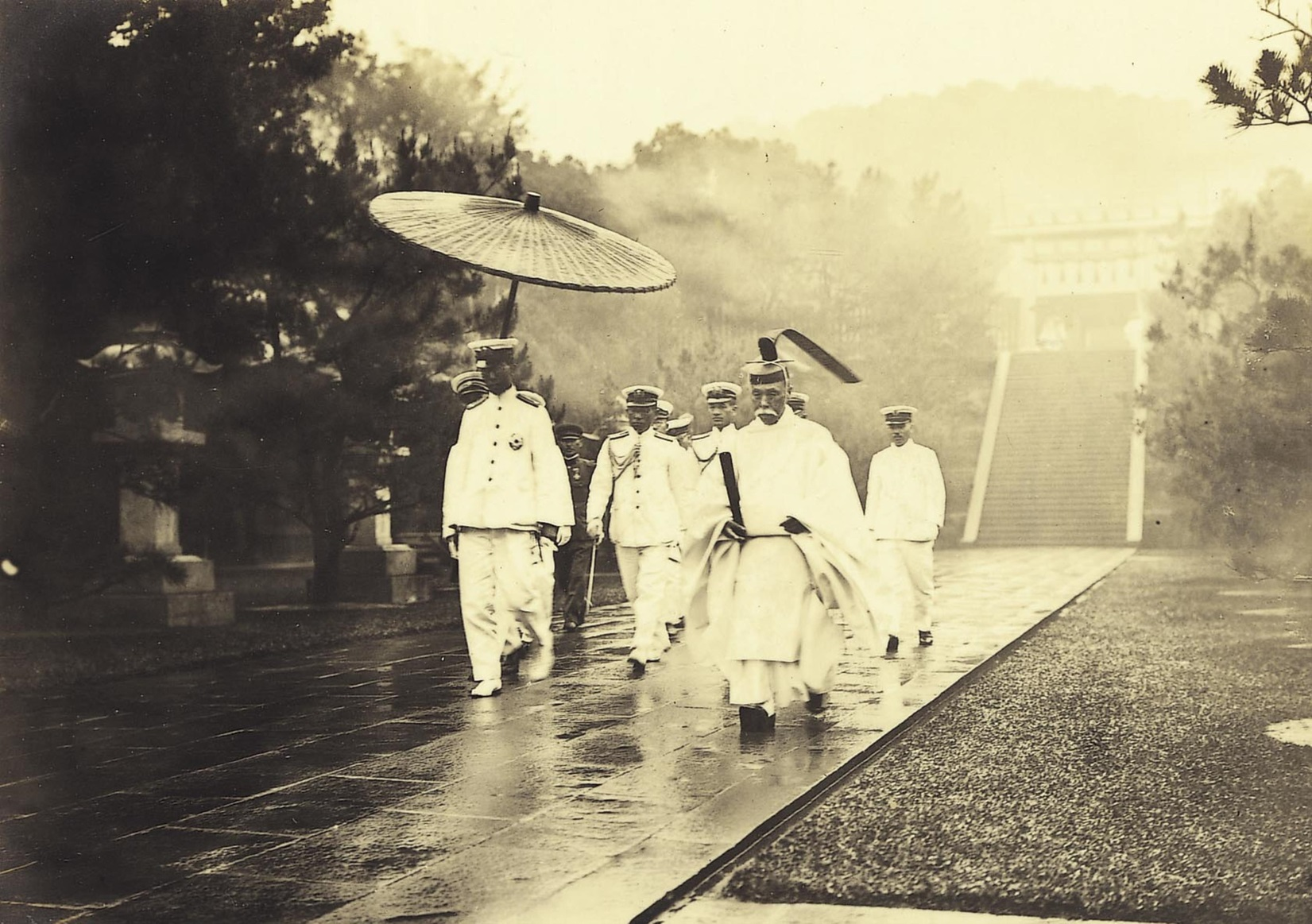
台湾神社参拝を終えて出てくる伏見宮博義王（1929年5月13日）

大正時代までは、能久親王の命日かつ例大祭である10月28日と、下関条約締結により台湾が日本に割譲された4月17日前後が多い。また、前後の日程で同じく能久親王を祀る台南神社（北白川宮御遺跡所）へ参拝している事例も多い。
- 1901年（明治34年）10月27日、10月28日、10月30日 - 北白川宮大妃富子[19][注釈 7]
- 1908年（明治41年）10月28日 - 閑院宮載仁親王[19]
- 1910年（明治43年）6月16日 - 北白川宮家の輝久王[19][注釈 8]
- 1916年（大正5年）4月17日 - 閑院宮載仁親王、同妃智恵子[19]
- 1917年（大正6年）10月28日、11月2日 - 北白川宮成久王、同妃房子内親王[19][注釈 9]
- 1920年（大正9年）10月20日、10月28日 - 久邇宮邦彦王、同妃俔子[20]
- 1923年（大正12年）4月17日 - 皇太子裕仁親王[20][注釈 10]
- 1925年（大正14年）5月30日 - 秩父宮雍仁親王[21]
- 1926年（大正15年）4月16日 - 高松宮宣仁親王[21][注釈 11]
- 1926年（大正15年）10月28日、11月1日 - 北白川宮大妃富子[21][注釈 6]
- 1927年（昭和2年）11月3日 - 朝香宮鳩彦王[24][注釈 12]
- 1928年（昭和3年）4月2日 - 久邇宮家の朝融王[24]
  - 4月28日 - 久邇宮邦彦王[24][注釈 13]
  - 5月6日 - 高松宮宣仁親王[24]
- 1929年（昭和4年）5月13日 - 伏見宮家の博義王[24]
  - 10月24日 - 東伏見宮妃周子[25]
- 1931年（昭和6年）6月6日 - 賀陽宮恒憲王[25]
- 1933年（昭和8年）7月4日 - 久邇宮朝融王[25]
- 1934年（昭和9年）9月23日 - 伏見宮博恭王[25]
  - 11月1日 - 梨本宮守正王[26]
- 1935年（昭和10年）1月18日 - 李王垠[26]
  - 2月26日 - 久邇宮朝融王[26]
  - 2月27日 - 朝香宮家の正彦王（海軍兵学校練習艦八雲での寄港、少尉候補生を伴う）[26]

- - 2月28日 - 伏見宮家の博英王（海軍兵学校練習艦浅間での寄港、少尉候補生を伴う）[27]

## ギャラリー
- 台湾神宮が印刷されている日本統治時代の台湾銀行券（10円紙幣）
- 台湾大飯店となった1951年頃の台湾神宮跡。円山大飯店に改築される直前の写真で、鳥居がまだ残っていた。
- 第二次世界大戦の終わりから国立台湾博物館の入り口にあるこの銅の水牛は、もともと大神社から来ている。
- 社務所。

## 勅使街道

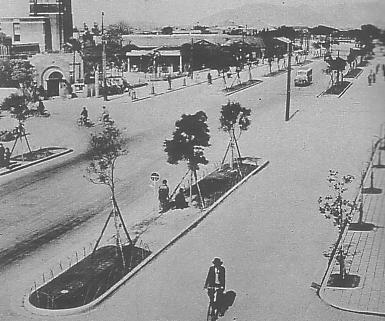
勅使街道

勅使街道は、三線道路の台北市役所前広場（現・行政院）から、まっすぐに北へ、台湾神宮前明治橋南詰までの延長3,190mの参詣道路であった。御成街道とも。

## アクセス
- 台北捷運淡水線宮ノ下駅（剣潭駅）、徒歩5分。